# Kerivoula titania
Kerivoula titania es una especie de murciélago de la familia Vespertilionidae.

## Distribución geográfica
Se encuentra en Tailandia, Laos, Camboya y Vietnam.